# クリフウセンタケ
クリフウセンタケ（栗風船茸、学名: Cortinarius claricolor var. tenuipes）とは、ハラタケ目フウセンタケ科フウセンタケ属に属にする中型から大型のキノコである。和名の由来は、栗色のキノコで、幼菌時の傘の縁が内側に巻いた様子を風船に見立てたことから名付けられている。別名ニセアブラシメジ（偽油占地）ともよばれる。淡黄色か淡クリーム色の傘をもち、食味に優れた食用キノコとして知られる。

## 生態
菌根菌（菌根性・共生性）。初秋から晩秋にかけて、雑木林で見られ、クヌギ・コナラ・ミズナラなどの主にブナ科広葉樹下の地上か、マツなどの針葉樹が混じった混生林の林床に散生、あるいは群生する。

## 形態
傘ははじめまんじゅう形で、生長するにつれて開き、中央が中高の扁平になる。傘の色は淡黄色から黄褐色または淡いクリーム色で、中央がやや濃くなり、表面は絹のような光沢がある。傘の縁には白色の皮膜のような破片を付着する。湿っているときは傘にぬめりがある。ヒダは細かく柄に湾生または上生しており、幼菌の時はクモの巣状の膜に覆われていて、はじめ白色で、のちにシナモン色に変わる。柄は長さ6 - 13センチメートル (cm) で細長く、はじめ白色で、成熟して胞子が堆積すると褐色から錆色に色づく。上部にクモの巣状の膜の名残があり、下方は綿毛状の菌糸で被われない。

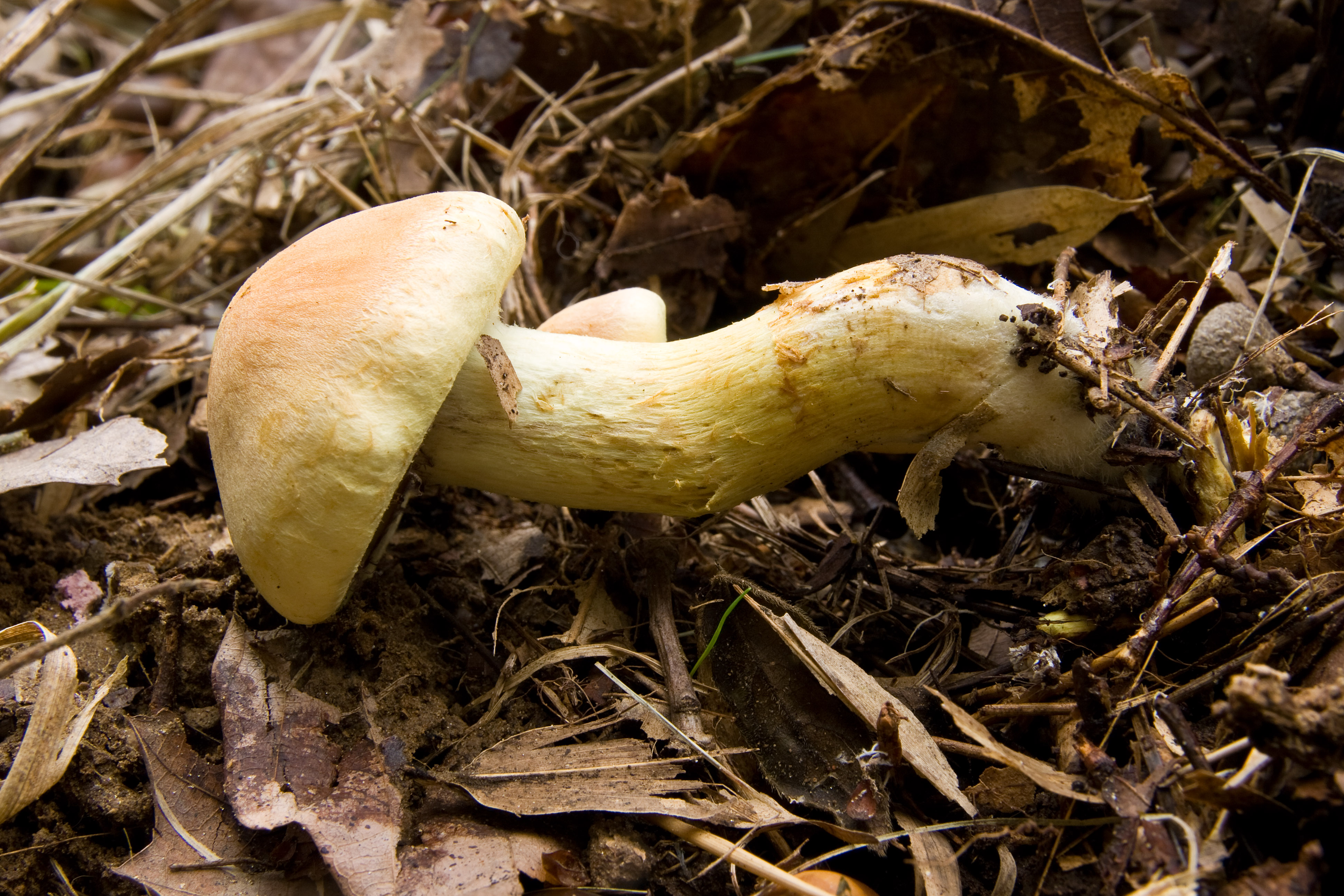
キノコ外観
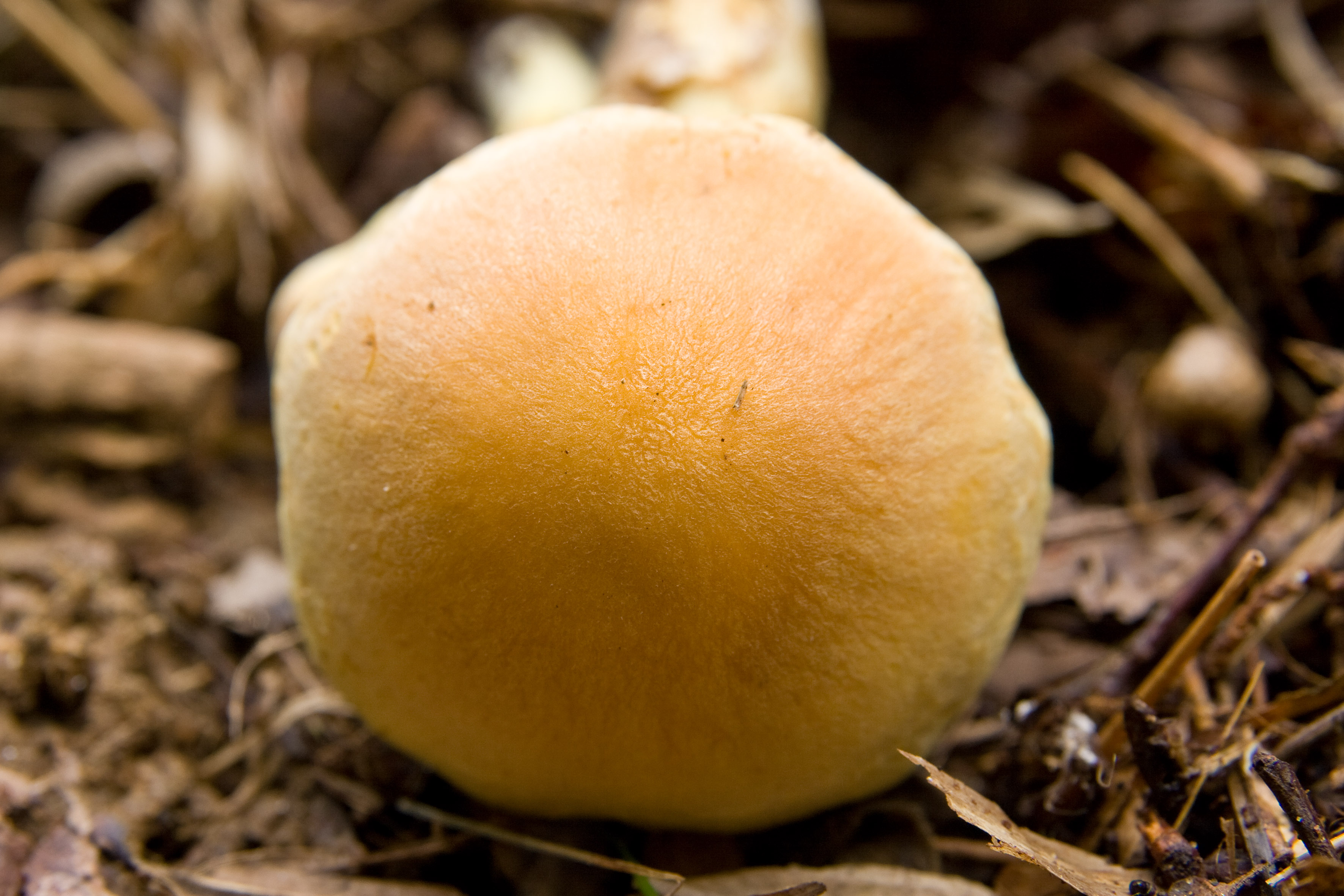
傘表面は栗色
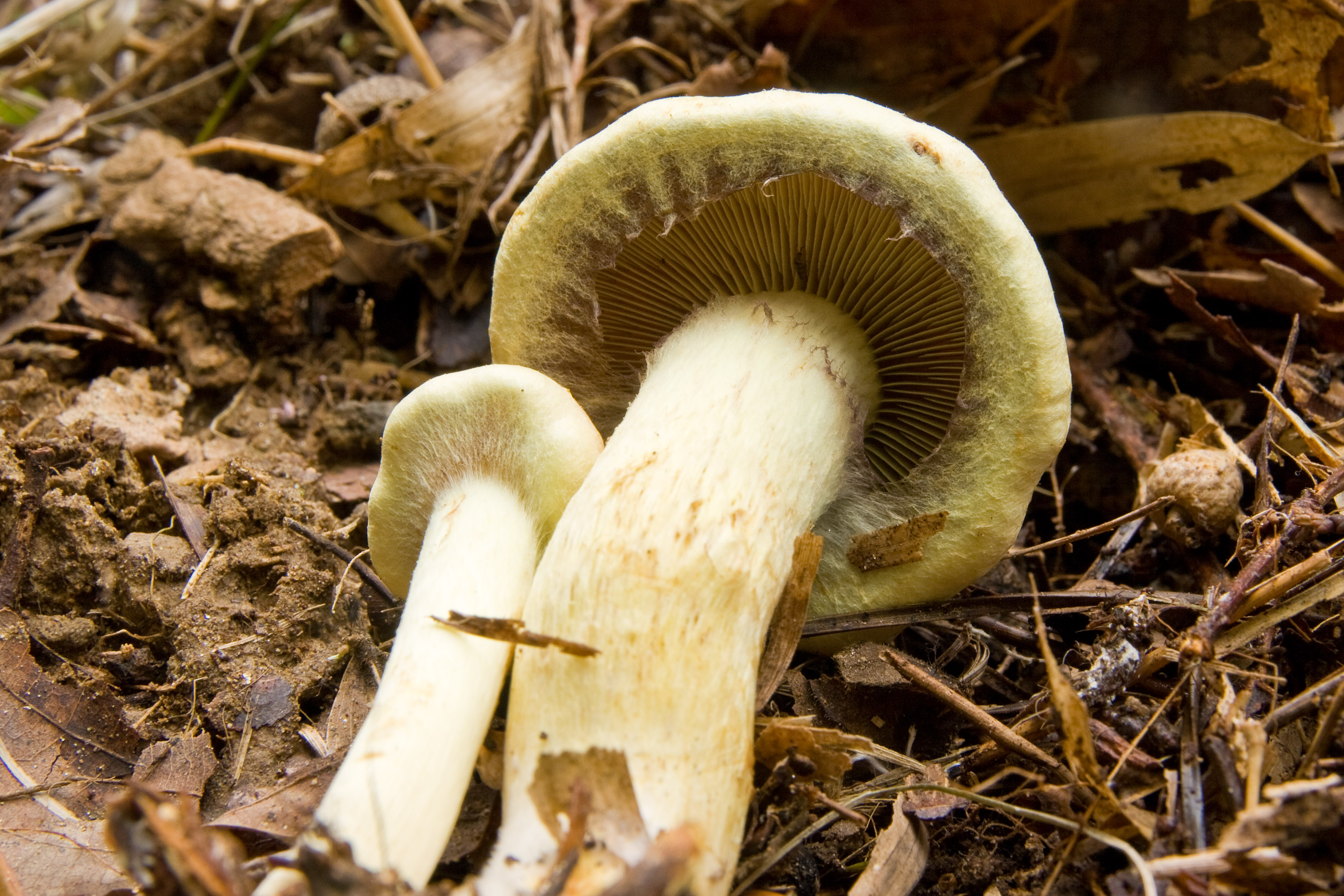
傘裏から柄にクモの巣上の膜の名残をもつ

## 食用
食味がよい食用キノコとして知られ、個体により若干の苦味があるものの歯切れがよく美味である。日本ではあまり食用キノコとして知られていないが、まとまって生え収量が多いのでキノコ狩りの対象となることも多い。湯がいて下処理してから調理する。ぬめりと旨味があり、鉄板焼き、バター炒め、野菜炒め、炊き込みご飯、ホイル焼き、煮物、すまし汁、味噌汁、天ぷらなど、さまざまな料理に合う。
地方名でカキシメジと呼ばれることがあるが、本来の「カキシメジ（キシメジ科）」は有毒の別種であるため注意が必要。

## 類似の有毒種
似ているキノコに有毒のカキシメジがある。カキシメジは傘が赤茶色でヒダが白色、クモの巣状の膜がない。匂いを嗅ぐと不快臭がある。 